# Oswaldkirk
Oswaldkirk est un village et une paroisse civile du Yorkshire du Nord, en Angleterre. Il est situé à environ six kilomètres au sud de la ville de Helmsley, au bord du massif des Howardian Hills. Au recensement de 2011, il comptait 230 habitants et au recensement de 2021, il comptait 233 habitants.

## Toponymie
Le nom du village fait référence à l'église (kirk) dédiée à saint Oswald, roi de Northumbrie mort en 642.